# Константиновский, Лев Давидович
Лев Дави́дович Константино́вский (12 августа 1907—1978) — советский актёр, режиссёр, сценарист, журналист.

## Биография
Родился 12 (25) августа 1907 года в Белой Церкви. Был актёром, режиссёром-постановщиком и сценаристом. Всего принял участие в 6 работах в кинематографе.
С 1925 года — токарь, с 1931 — секретарь заводского комитета комсомола Златоустовского инструментального завода. С начала 1930-х годов — рабкор, заведующий комсомольским отделом, заместитель редактора уральской комсомольской газеты «На смену» (Свердловск). С 1934 года — ответственный редактор челябинской газеты «Сталинская смена»; спецкор «Комсомольской правды» по Челябинской области. Возглавлял выездную редакцию газеты в Магнитогорске, выпускал газету «Даёшь чугун!». С 1940 года заведовал отделами культуры и быта, парт.; заместитель редактора, ответственный редактор (1948—1958) газеты «Челябинский рабочий». Член Союза журналистов СССР (1959).
Сын Давид (род. 1937) — социолог.
Скончался в 1978 году.

### Актёр
- 1923 —
  - Борьба за Ультиматум
  - Комбриг Иванов — комсомолец
- 1924 —
  - Всем на радость
  - Из искры пламя — Зелёный
  - К надземным победам — отец красноармейца
  - Красивый тыл — Кертнер
- 1925 —
  - В тылу у белых
  - Дитя Госцирка — Мандалинето, эксцентрик
  - Чудесная книжка — Чернилкин, совслужащий
- 1926 —
  - Беспризорный спортсмен — режиссёр + сценарист
  - Герой матча — Храпкин
- 1928 — Его карьера — тип
- 1930 — Две силы — телеграфист + сценарист